# Xoán Bautista Andrade
Xoán Bautista Andrade Tojedo, nascut a Lérez (Pontevedra) el 24 de juliol de 1879 i mort a la mateixa parròquia el 3 de setembre de 1930, fou un escriptor gallec. Era oncle de l'escriptor i economista Valentín Paz-Andrade.

## Trajectòria

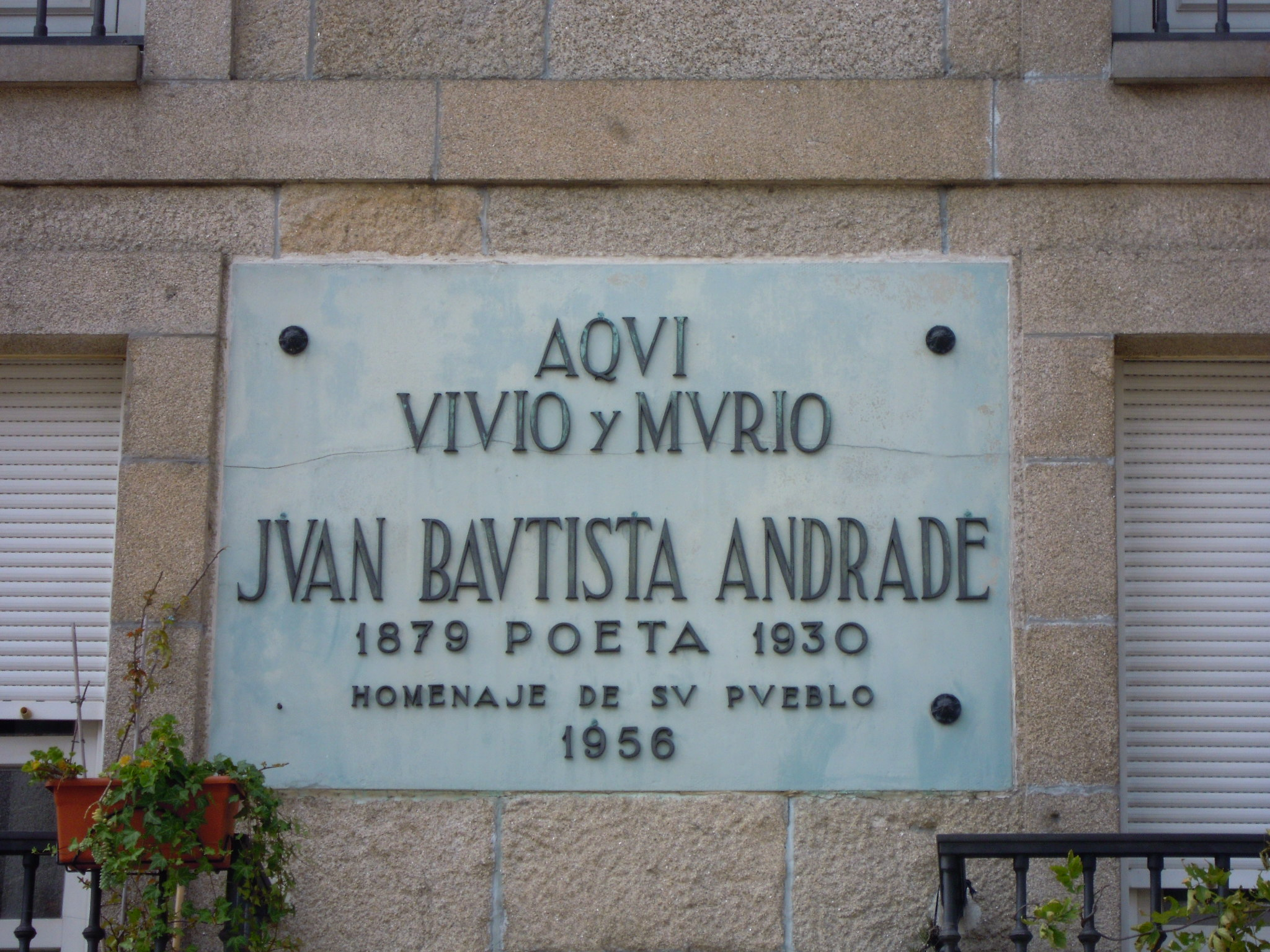
Placa a l'edifici on vivia a Lérez.

Fill de Manuel Andrade Carlín, es va donar a conèixer com a poeta cap a l'any 1900, quan va guanyar el primer premi en un certamen organitzat per l'Ateneu León XIII de Compostel·la. Va ser premiat per la composició "Íntima" en la celebració del centenari de Rojas Zorrilla a Toledo. L'any 1910 va guanyar la flor natural a Santiago pel poema "Las cumbres" i el primer accèsit per "La casa muerta".
Destaca la seva obra lírica en castellà:
- "Al amor del terruño"(1915), un llibre clàssic i d'inspiració romàntica que conté els seus poemes premiats
- "Al desplegarse la rosa" (1917), monòleg líric
- "Diana de Gaita" (1930), en què mostra una visió del paisatge gallec amb gran sensibilitat. Algunes investigacions apunten a la influència d'aquest llibre en l'obra de Luís Amado Carballo i l'escola d'imatges.

Andrade tenia més obres pendents de publicar que no van arribar a la premsa pel seu traspàs, com ara: Poemas Compostelanos, Enfoques (estudis de sensibilitat); El Pazo, los cypreses y el mar (assajos sobre el paisatge) i la novel·la La sombra del frare. Joan.
En gallec només publicà tres o quatre poemes, tot i que sembla que abans de morir estava preparant la publicació d'una obra lírica en gallec, de títol Cantarelas.